# Thomas Friebe
Thomas Friebe (* 27. November 1968 in Lathen) ist ein deutscher Off-Sprecher, Synchronsprecher, Hörspielsprecher, Produzent, Coach, Journalist und Autor.

## Werdegang
1989 begann Friebe eine Ausbildung zum Redakteur, indem er sein journalistisches Volontariat beim Radio abschloss, wo er eine zweijährige Stimmen- und Sprechausbildung ablegte. Darauf merkte Friebe, dass ihm das Sprechen liegt, worauf er an privaten Schauspielkursen und Workshops teilnahm.

## Sprecher
Friebe ist seit 2001 nur noch als Sprecher für Film- und Fernsehproduktionen sowie Werbung und Marketing tätig. Bekannt ist er als Off-Stimme aus Sendungen wie Wer wird Millionär? mit Günther Jauch, Klein gegen Groß mit Kai Pflaume oder Deutschlands Superhirn mit Jörg Pilawa. Große Marken wie Mercedes-Benz, L’Oréal, Telekom oder C&A verpflichteten Friebe als Sprecher. Er ist die Station Voice von RTL NITRO. Neben seiner Tätigkeit als Off-Sprecher ist Friebe auch für Synchronisationen, Hörspiel- und Videospielproduktionen tätig. Bekannt ist er als Stimme von Desmond Miles in Assassin’s Creed oder Edward Richtofen in Call of Duty: Black Ops III. Er sprach den Schwarzen Tod in Folge 7–26 der Hörspielserie Geisterjäger John Sinclair von Lübbe Audio.
Weiteres:
- 2004: Ulrike Klausmann: Blubberblues oder Die Wiederentdeckung des Feuers (Werbesprecher) – Regie: Axel Pleuser (Original-Hörspiel, Kinderhörspiel – WDR)[6].

## Autor
Als Co-Autor brachte er 2014 zusammen mit Brian Tracy den Bestseller Transform heraus.